# Антигуа Барракуда
ФК «Антигуа Барракуда» (англ. Antigua Barracuda Football Club) — колишній футбольний клуб зі Сент-Джонса, Антигуа і Барбуда, заснований 2010 року та розформований у 2014 році. Виступав у USL. Домашні матчі приймав на стадіоні «Кулідж Крикет Граунд», місткістю 5 000 глядачів.